# Баталя Терме
Бата̀ля Тѐрме (на италиански: Battaglia Terme; на венециански: Batàja, Батая) е малко градче и община в Северна Италия, провинция Падуа, регион Венето. Разположено е на 11 m надморска височина. Населението на общината е 3928 души (към 2014 г.).